# Feel (倖田來未の曲)
「feel」（フィール）は、倖田來未の楽曲である。2006年1月11日にrhythm zoneより24枚目のシングルとしてリリース。

## 解説
12週連続シングルリリースの第6弾で、5万枚完全限定生産作品。ジャケットイメージはスペイン。
PVには俳優の忍成修吾が出演している。連続シングルリリースで製作された12曲のPVのうち、5曲が繋がっており、「feel」は「you」の続きで3曲目。次の曲は「Lies」である。

## 収録曲
（作詞：Kumi Koda,Hitoshi Shimono / 作曲・編曲：Hitoshi Shimono）
1. feel [4:19]
2. feel -Instrumental- [4:18]

## タイアップ
- music.jp CFソング (#1)

## 収録アルバム
- feel
  - 『BEST 〜second session〜』
  - 『BEST 〜2000-2020〜』(ファンクラブ限定盤)

## 収録ライブ映像
- feel
  - 『BEST 〜second session〜 リリースパーティー』(LIVE TOUR 2005 〜first things〜 deluxe edition)
  - 『Koda Kumi 15th Anniversary First Class 2nd LIMITED LIVE at STUDIO COAST』(WALK OF MY LIFE、ファンクラブ限定盤)